# 双見酔
双見 酔（ふたみ すい）は、日本の漫画家・漫画原作者。サークル「下り坂道」を主宰し、同人誌即売会にも参加している。
2016年の1月より3月、10月から12月までは『魔法少女なんてもういいですから。』が5分枠の短編テレビアニメで放送された。

## 作品リスト

### 漫画
- ラグナロクオンライン つづく大地（エンターブレイン マジキューコミックス、全1巻） - 電子書籍版では単行本未収録の話を収録。
- 空の下屋根の中（芳文社『まんがタイムきららキャラット』2008年9月号 - 2010年6月号、全2巻）
- セカイ魔王（芳文社『まんがタイムきららキャラット』2010年10月号 - 2014年11月号、全4巻）
- ハナコの○○（秋田書店『週刊少年チャンピオン THE WEB』2010年11月4日更新分 - 2011年1月27日更新分） - 単行本は未刊行。
- 好き もよい（ジャイブ CR COMICS DX、2012年4月刊、全1巻） - 同人誌に描き下ろしを加えた短編集。
- 恋ときどき（ジャイブ CR COMICS DX、2013年8月刊、全1巻） - 同人作品をまとめた短編集。
- 魔法少女なんてもういいですから。（アース・スター エンターテイメント『コミック アース・スター』2015年3月31日更新分 - 2018年6月27日更新分、全3巻）
- 同人短編集1
- ダンジョンの中のひと（双葉社『webアクション』2020年6月19日[1] - 、既刊6巻） ※2025年5月15日現在。

### 漫画原作
- ヨツコト（芳文社『まんがタイムきららフォワード』2016年10月号 - 2019年2月号、作画：中曽ねこ、全2巻）